# Toshiaki Kawada
Toshiaki Kawada (川田 利明?; Ohira, 8 dicembre 1963) è un ex wrestler giapponese.
È noto per il periodo trascorso nella All Japan Pro Wrestling (AJPW), federazione nella quale militò dal 1982 al 2008. Conquistò cinque volte il titolo Triple Crown Heavyweight Championship, nove volte il World Tag Team Championship, vinse per tre volte la Real World Tag League e per due volte il Champion Carnival. Fu il lottatore di punta della compagnia dal 2000 al 2005.
Conosciuto dagli appassionati e dai suoi contemporanei come "Dangerous K" (デンジャラス K?, Denjarasu kei), è ampiamente considerato uno dei migliori wrestler di sempre. I suoi match contro Mitsuharu Misawa, Jun Akiyama e Kenta Kobashi negli anni novanta sono considerati da molti fan ed esperti del settore alcuni dei più grandi incontri di wrestling professionistico di tutti i tempi. È inoltre noto per il suo stile di lotta estremamente stiff e i colpi di arti marziali. Infine, si distingue per avere lottato in 21 match valutati 5 stelle da Dave Meltzer di Wrestling Observer Newsletter, e per avere vinto in tre occasioni il premio "Match of the Year" assegnato da Tokyo Sports, caratteristiche che gli hanno fatto guadagnare il soprannome "Best Match Machine" (名勝負製造機?, Mei shōbu seizō-ki).

## Carriera

### All Japan Pro Wrestling (1982-2005)

#### Primi anni (1982-1987)
Kawada fu molto attivo nel wrestling studentesco durante i suoi anni alle scuole superiori, diventando campione nazionale nel suo anno da senior sconfiggendo Keiichi Yamada (il futuro Jushin Thunder Liger) in finale. Verso la fine del suo ultimo anno di scuola superiore, fece un test d'ammissione nel dojo della New Japan Pro-Wrestling, tuttavia sua madre volle che si diplomasse prima di intraprendere una carriera nel wrestling. Il suo amico Mitsuharu Misawa, già ingaggiato dalla All Japan Pro Wrestling un anno prima, avvertì Kawada di fare un tentativo nella AJPW. Dopo aver debuttato sul ring contro Hiromichi Fuyuki il 4 ottobre 1982, nel novembre 1985 fu mandato negli Stati Uniti per un anno a fare esperienza, nella Texas All-Star Wrestling di Fred Behrend (San Antonio, Texas), nelle canadesi Stampede Wrestling di Stu Hart (Calgary, Alberta) e International Wrestling di Frank Valois (Montreal); anche se non aveva nessuna origine coreana, per un breve periodo nel giugno 1986 circa, Kawada fu presentato come "Kio Kawata" proveniente da Seoul, Corea del Sud, nella Stampede Wrestling. Notoriamente infelice lontano dal Giappone, Kawada parlò raramente delle sue esperienze in America negli anni successivi.

#### Revolution e Footloose (1987-1990)
Arrivò la sua prima grande occasione nel 1987 quando raggiunse il suo mentore Genichiro Tenryu nella stable Revolution. Kawada fu messo con Hiromichi Fuyuki in un tag team denominato "Footloose". La coppia conquistò l'All Asia Tag Team Championship in tre occasioni differenti tra il 9 marzo 1988 e il 20 ottobre 1989; i loro principali rivali erano Shunji Takano e Shinichi Nakano, o i Can-Am Express (Dan Kroffat & Doug Furnas). Quando Ashura Hara fu espulso dalla All Japan nel 1988 per debiti di gioco, Kawada fece coppia con Tenryu nell'annuale World's Strongest Tag Determination League, perdendo in finale contro Stan Hansen & Terry Gordy.

#### Super Generation Army (1990-1993)
Nell'estate del 1990, dopo che Tenryu e vari altri wrestler della All Japan lasciarono la promozione per entrare nella neonata Super World of Sports, Kawada divenne il principale partner di tag team di Mitsuharu Misawa nel corso della rivalità Jumbo Tsuruta vs Misawa & Co., che contrapponeva le fazioni "Tsuruta-Gun" e "Super Generation Army". Come parte del feud, Kawada cominciò un'aspra rivalità con Akira Taue. Misawa e Kawada vinsero due volte il World Tag Team Championship, e anche la World's Strongest Tag Determination League 1992. Il 24 ottobre 1991 ebbe la sua prima opportunità di vincere il Triple Crown Heavyweight Championship, ma fu sconfitto da Tsuruta, e successivamente, in altri tentativi, da Stan Hansen (5 giugno 1992) e Misawa (21 ottobre 1992); il match con Hansen fu nominato "Match of the Year" da Tokyo Sports.

#### Holy Demon Army (1993-1995)
Agli inizi del 1993, quando fu chiaro che i giorni da lottatore competitivo di Tsuruta erano finiti, il promotore della All Japan Giant Baba chiese a Kawada di formare un tag team con il suo rivale Akira Taue. Kawada accettò, segnando di fatto la fine della sua alleanza con Misawa. Kawada e Taue pareggiarono il loro match nel Champion Carnival 1993 e terminarono il loro feud con una stretta di mano. Nel primo match per il titolo come team, Kawada e Taue, denominati "The Holy Demon Army", sconfissero Terry Gordy e "Dr. Death" Steve Williams conquistando il World Tag Team Championship. Poco tempo dopo, nel giugno 1993 difesero con successo le cinture contro Misawa e Kenta Kobashi, in un match che Baba (all'epoca) definì uno dei migliori incontri che avesse mai visto; fu il primo di nove confronti leggendari tra le due parti, e la coppia Kawada-Taue vinse le cinture World Tag Team Championship in sei occasioni.
Il maggiore successo di Kawada fino a questo punto giunse nel 1994 quando vinse il Champion Carnival sconfiggendo Steve Williams il 16 aprile. Quindi, il 3 giugno successivo fallì nuovamente la conquista del Triple Crown venendo sconfitto da Mitsuharu Misawa. Il loro match, durato 36 minuti, fu molto acclamato da giornalisti e riviste del settore, e negli anni successivi venne definito il più grande incontro del decennio. Dopo che Williams aveva strappato il Triple Crown a Misawa, il 22 ottobre Kawada sconfisse Williams riuscendo finalmente a vincere il titolo. Stan Hansen lo sconfisse il 4 marzo 1995 ponendo fine al suo primo regno titolato. Kawada schienò Misawa per la prima volta il 9 giugno 1995, quando in coppia con Taue, si scontrò con Misawa e Kobashi. Tuttavia, furono proprio Misawa & Kobashi a sconfiggerli in finale nella World's Strongest Tag Determination League del 1995.

#### All-Japan Ace (1996-2005)
Kawada trascorse gran parte del 1996 in contrasto con Giant Baba per aver pubblicamente messo in discussione la politica promozionale isolazionista dell'All Japan, in un periodo in cui la rivale New Japan otteneva incassi record organizzando incontri interpromozionali; egli vide Taue e Kobashi vincere il Triple Crown Heavyweight Championship, proprio in quello che sembrava essere il momento giusto per "la sua ascesa". Kawada partecipò a un incontro interpromozionale in un importante show UWFi, ma l'All Japan scelse di non dare seguito né alla faida promozionale con l'UWFi né all'improvvisa attenzione che Kawada aveva attirato. Nel 1996 gli fu permesso di uscire dall'oblio giusto in tempo per vincere insieme a Taue la World's Strongest Tag Determination League per la prima volta, battendo Misawa e Jun Akiyama. Kawada schienò Misawa per la prima volta in un incontro singolo del torneo Carnival Finals del 1997, poi schienò Kobashi la stessa sera, conquistando il titolo Carnival per la seconda volta; nessuna delle due vittorie ebbe l'impatto che ci si sarebbe aspettati, visti i risultati. Kawada e Taue avrebbero conquistato la loro seconda World Tag League consecutiva, chiudendo così un anno che li aveva visti entrambi trascorrere gran parte del tempo all'ombra di Misawa e Kobashi. Il momento culminante della carriera di Kawada arrivò il 1º maggio 1998, quando schienando Misawa per la seconda volta vinse la cintura Triple Crown. Tuttavia, fu prontamente sconfitto da Kobashi il 12 giugno 1998, alla sua prima difesa del titolo. Dopo aver ricevuto una piccola spinta nella seconda metà del 1998, a Kawada fu assegnato (senza alcun preludio) un match per il Triple Crown Championship contro Misawa il 22 gennaio 1999; con una certa sorpresa, Kawada vinse il suo secondo match per il titolo contro Misawa, vincendo la cintura per la terza volta. Tuttavia, si ruppe un braccio durante l'incontro e rese vacante il titolo il giorno seguente. Tornò nel maggio 1999, ma si fermò nuovamente in agosto a causa di un infortunio all'occhio. Non tornò fino al gennaio 2000, ma subì sconfitte di alto profilo contro Kobashi, Vader e Misawa. Nel giugno 2000, Kawada e Taue vinsero per la sesta volta il titolo mondiale di coppia, battendo un record che condividevano non solo con Jumbo Tsuruta e Yoshiaki Yatsu, ma anche con Terry Gordy e Steve Williams. Dopo le Series del giugno 2000, Misawa e tutti i talenti nativi dell'All Japan, tranne due, si dimisero dai loro incarichi e si trasferirono nella neonata promozione Pro Wrestling Noah; Toshiaki Kawada e Masanobu Fuchi furono gli unici due talenti a rimanere nell'All Japan Pro Wrestling. Con la compagnia svuotata dei migliori talenti, il vecchio mentore di Kawada, Genichiro Tenryu, fu richiamato e fu stipulato un accordo interpromozionale con la New Japan; il primo incontro chiave contro la New Japan vide Kawada sconfiggere il campione dei pesi massimi IWGP Kensuke Sasaki il 9 ottobre 2000, in un match non valido per il titolo. Il 6 settembre 2003, vinse la cintura Triple Crown per la quinta volta in una finale di torneo contro Shinjiro Ohtani. Questa volta, egli intraprese un regno magnifico con 10 difese del titolo di successo contro personaggi del calibro di Genichiro Tenryu, Shinya Hashimoto, Jamal, Taiyō Kea, Kensuke Sasaki e Hiroyoshi Tenzan; di conseguenza, superò il record di Misawa di 8 difese. Inoltre, il 2004 divenne il secondo anno in assoluto in cui il Triple Crown Heavyweight Championship non cambiò proprietario (il primo fu il 1993, durante il primo regno di Misawa), e incluse una difesa di successo contro Mick Foley nella promozione HUSTLE; nell'era di Misawa, il titolo non fu difeso durante i tour Champion Carnival e World's Strongest Tag Determination League, che erano dedicati ai loro omonimi tornei. Il regno di Kawada restituì dignità alla Triple Crown a scapito dei suddetti tornei.

## Vita privata

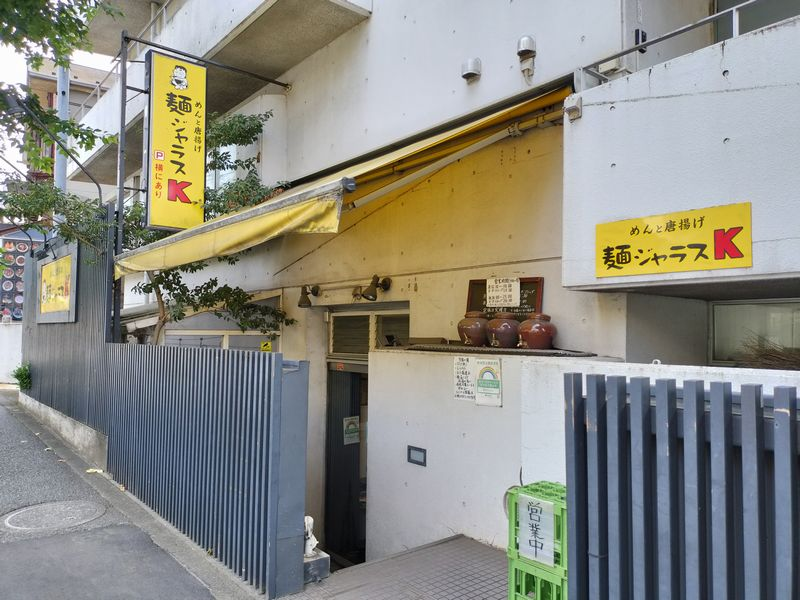
Il ristorante di proprietà di Kawada a Tokio

Fuori dall'industria del wrestling, è proprietario e gestore di un ristorante di ramen a Tokyo, chiamato "Men-gerous K".
Durante il suo viaggio in Giappone per l'edizione 2023 del torneo G1 Climax, Eddie Kingston visitò il locale e parlò con Kawada, porgendogli i suoi omaggi. I due si incontrarono nuovamente a Starrcast quello stesso anno, con Sonny Onoo a fare da interprete. Nel corso di entrambi gli incontri tra i due, Kawada suggerì a Kingston di utilizzare come mossa finale, al posto della sua Northern Lights Bomb, una powerbomb. Eddie accettò, ed utilizzò la mossa per sconfiggere Claudio Castagnoli per il titolo Ring of Honor qualche settimana dopo all'evento AEW Grand Slam.

## Personaggio
Mosse finali
- Dangerous DDT (Vertical drop brainbuster)[6]
- Dangerous Kick (calcio in corsa alla testa di un avversario seduto) – 2003-2010
- Folding powerbomb[6]
- Kawada Driver (Ganso bomb o kneeling piledriver)[6] – innovatore

Soprannomi
- "Dangerous K"
- "Hustle K"[6]
- "Monster K"
- "Best Match Machine"

## Titoli e riconoscimenti
- All Japan Pro Wrestling
  - All Asia Tag Team Championship (3) – con Samson Fuyuki[7]
  - Triple Crown Heavyweight Championship (5)[8]
  - World Tag Team Championship (9) – con Akira Taue (6), Mitsuharu Misawa (2) e Taiyō Kea (1)[9]
  - Champion Carnival (1994, 1997)[10]
  - World's Strongest Tag Determination League (1992) – con Mitsuharu Misawa[11]
  - World's Strongest Tag Determination League (1996, 1997) – con Akira Taue[11]
  - Asunaro Cup (1989)[12]
  - Autumn Festival Tag Team Tournament (2004) – con Taichi Ishikari[13]
  - World's Strongest Tag Determination League Newcomer & Fair Play Award (1989) – con Samson Fuyuki[14]
  - World's Strongest Tag Determination League Fighting Spirit Award (1990) – con Mitsuharu Misawa[15]
  - World's Strongest Tag Determination League Skill Award (1991) – con Mitsuharu Misawa[16]
  - Triple Crown Heavyweight Championship Tournament (2003)[17]
  - World Tag Team Championship Tournament (2000) – con Akira Taue[17]
- HUSTLE
  - GP Tournament (2008)[18]
- New Japan Pro-Wrestling
  - Singles Best Bout (2000) vs. Kensuke Sasaki il 9 ottobre[19]
- Nikkan Sports
  - Match of the Year (2000) vs. Kensuke Sasaki il 9 ottobre[20]
- Pro Wrestling Zero1
  - World Heavyweight Championship (1)[21]
- Pro Wrestling Illustrated
  - 6º classificato nella lista dei migliori 500 wrestler singoli nei PWI 500 del 2004
  - 42º classificato nella lista dei migliori 500 wrestler singoli nei "PWI Years" del 2003
  - 8º classificato (insieme a Akira Taue) nella lista dei migliori 100 tag team nei "PWI Years"[22]
  - 11º classificato (insieme a Mitsuharu Misawa) nella lista dei migliori 100 tag team nei "PWI Years"[22]
  - 69º classificato (insieme a Samson Fuyuki) nella lista dei migliori 100 tag team nei "PWI Years"[22]
- Tokyo Sports
  - Outstanding Performance Award (2004)[23]
  - Fighting Spirit Award (1994, 2000)[23][24]
  - Tag Team of the Year (1991) con Mitsuharu Misawa[24]
  - Tag Team of the Year (1997) with Akira Taue[24]
  - Match of the Year (1992) vs. Stan Hansen il 5 giugno 1992[24]
  - Match of the Year (1995) con Akira Taue vs. Mitsuharu Misawa e Kenta Kobashi il 9 giugno 1995[24]
  - Match of the Year (2000) vs. Kensuke Sasaki il 9 ottobre, 2000[23]
- Wrestling Observer Newsletter
  - Tag Team of the Year (1991) con Mitsuharu Misawa
  - Wrestler of the Year (1994)
  - Wrestling Observer Newsletter Hall of Fame (Classe del 1997)
  - Wrestling Observer Newsletter Hall of Fame (Classe del 2022) insieme ad Akira Taue